# Quân hiệu Quân đội nhân dân Việt Nam

Phiên bản đầy đủ của quân hiệu Quân đội nhân dân Việt Nam với cành tùng kép.

Quân hiệu Quân đội nhân dân Việt Nam là biểu tượng của Quân đội nhân dân Việt Nam, hệ thống quân hiệu, phù hiệu, cấp hiệu cho binh sĩ và sĩ quan các cấp trong các quân chủng, binh chủng thuộc Quân đội nhân dân Việt Nam.

## Lịch sử

Quân hiệu Quân đội nhân dân Việt Nam gắn trên mũ cối, mũ mềm dã chiến và mũ biên phòng; đôi khi quân hiệu còn được gắn trên mũ kê-pi kiểu cũ của của sĩ quan cả nam và nữ và mũ có dải của hạ sĩ quan - chiến sĩ Hải quân với cành tùng kép tháo rời.

Quân hiệu của Quân Giải phóng miền Nam Việt Nam

### Năm 1946
Phù hiệu đính trên mũ hình tròn
- Chiến sĩ: nền màu đỏ tươi, ở giữa là ngôi sao vàng 5 cánh nổi
- Hạ sĩ quan: thêm vành bạc
- Sĩ quan cấp úy & tá: thêm vành vàng
- Sĩ quan cấp tướng: vành vàng với cành tùng kép mầu vàng ở phía dưới.

### Năm 1954
Quân hiệu có hình tròn, đường kính 33mm, nền màu đỏ tươi, ở giữa là ngôi sao vàng 5 cánh nổi, không có nửa bánh xe với 5 răng và hai bông lúa màu vàng. Vành ngoài quân hiệu màu vàng. Lúc này toàn bộ ngành thuộc quân đội đều dùng chung một logo này, chưa có sự chia tách thành các quân hiệu khác nhau.

### Năm 1958
Lục quân, Không quân, Hải quân là 3 nhánh của Quân đội nhân dân Việt Nam từ năm 1958. Lúc này 3 nhánh này cũng sở hữu quân hiệu riêng biệt được phát triển từ quân hiệu của năm 1954. Cụ thể là:
- Quân hiệu Lục quân: Quân hiệu hình tròn, vành ngoài quân hiệu màu vàng, nền màu đỏ, ở giữa là ngôi sao vàng nổi. Phía dưới có hình nửa bánh xe với 5 răng màu vàng và hai bông lúa vươn lên bao quanh ngôi sao.
- Quân hiệu Hải quân: Quân hiệu hình tròn, vành ngoài quân hiệu màu vàng, nền màu xanh đen, ở giữa là ngôi sao vàng nổi đè lên hình mỏ neo màu đỏ. Phía dưới có hình nửa bánh xe với 5 răng màu vàng và hai bông lúa vươn lên bao quanh ngôi sao.
- Quân hiệu Không quân: Quân hiệu hình tròn, vành ngoài quân hiệu màu vàng, nền màu xanh da trời, ở giữa là ngôi sao vàng nổi đè lên hình đôi cánh chim màu bạc. Phía dưới có hình nửa bánh xe với 5 răng màu vàng và hai bông lúa vươn lên bao quanh ngôi sao.
- Quân hiệu Quân giải phóng miền Nam Việt Nam: Quân hiệu hình tròn, vành ngoài quân hiệu màu vàng, nền nửa trên màu đỏ và nửa dưới màu xanh lam, ở giữa là ngôi sao vàng nổi. Phía dưới có hình nửa bánh xe với 5 răng màu vàng và hai bông lúa vươn lên bao quanh ngôi sao.

Quân hiệu có thể được gắn được gắn trên mũ cối, mũ mềm dã chiến; thậm chí còn được gắn trên mũ kê-pi của của sĩ quan cả nam và nữ và mũ có dải của hạ sĩ quan, chiến sĩ Hải quân với cành tùng kép tháo rời (nếu có).

### Năm 1982
Quân hiệu của sĩ quan, hạ sĩ quan, binh sĩ các quân - binh chủng, bộ đội biên phòng thuộc Quân đội nhân dân Việt Nam thống nhất có dạng hình tròn, giữa có sao vàng đặt trên nền đỏ tươi, xung quanh có 2 bông lúa, phía dưới 2 bông lúa có nửa bánh xe với 5 răng màu vàng, vành ngoài quân hiệu màu vàng gắn trên mũ cối, mũ mềm dã chiến; đôi khi còn được gắn trên mũ kê-pi của của sĩ quan cả nam và nữ và mũ có dải của hạ sĩ quan, chiến sĩ Hải quân với cành tùng kép tháo rời.

## Hiện nay

Quân hiệu Quân đội nhân dân Việt Nam mẫu K08 có 2 loại: loại quân hiệu 36mm gắn trên mũ kê-pi K08 của sĩ quan nam và mũ có dải của hạ sĩ quan và chiến sĩ Hải quân (đôi khi còn được gắn trên mũ cối, mũ chống đạn, mũ mềm dã chiến, mũ nồi và mũ lông bộ đội biên phòng tương tự quân hiệu 33mm) và loại quân hiệu 28mm gắn trên mũ mềm của sĩ quan nữ

Căn cứ Nghị định 82/2016/NĐ-CP ngày 01 tháng 7 năm 2016 của Chính phủ về Quy định Quân hiệu, cấp hiệu, phù hiệu và trang phục của Quân đội nhân dân Việt Nam.
Quân hiệu, cấp hiệu, phù hiệu, trang phục, biển tên quân nhân của Quân đội nhân dân Việt Nam được sử dụng cho sĩ quan, quân nhân chuyên nghiệp, học viên, hạ sĩ quan, chiến sĩ. Công nhân và viên chức quốc phòng chỉ sử dụng trang phục, biển tên quân nhân và biểu tượng quân chủng, binh chủng của Quân đội nhân dân Việt Nam.
Quân hiệu của Quân đội nhân dân Việt Nam hình tròn, ở giữa có ngôi sao 5 cánh nổi mầu vàng, xung quanh có hai bông lúa mầu vàng đặt trên nền đỏ tươi (với cảnh sát biển có 2 bông lúa mầu vàng đặt trên nền xanh dương), phía dưới hai bông lúa có nửa bánh xe với 5 răng màu vàng, vành ngoài quân hiệu mầu vàng. Quân hiệu có 3 loại: Đường kính 36mm, đường kính 33mm, đường kính 28mm. Quân hiệu 36mm và 28mm dập liền với cành tùng kép mầu vàng (với cảnh sát biển có dòng chữ "CSB" mầu đỏ trên vị trí giao thoa của cành tùng kép phía dưới quân hiệu). Quân hiệu 36mm gắn trên mũ kê-pi của sĩ quan nam và mũ có dải của hạ sĩ quan - chiến sĩ hải quân (đôi khi còn được gắn trên mũ cối, mũ chống đạn, mũ mềm dã chiến và mũ lông bộ đội biên phòng tương tự quân hiệu 33mm), quân hiệu 28mm gắn trên mũ mềm của sĩ quan nữ, quân hiệu 33mm gắn trên mũ cối, mũ chống đạn, mũ mềm dã chiến và mũ lông bộ đội biên phòng.